# Fadrique Álvarez de Toledo y Mendoza

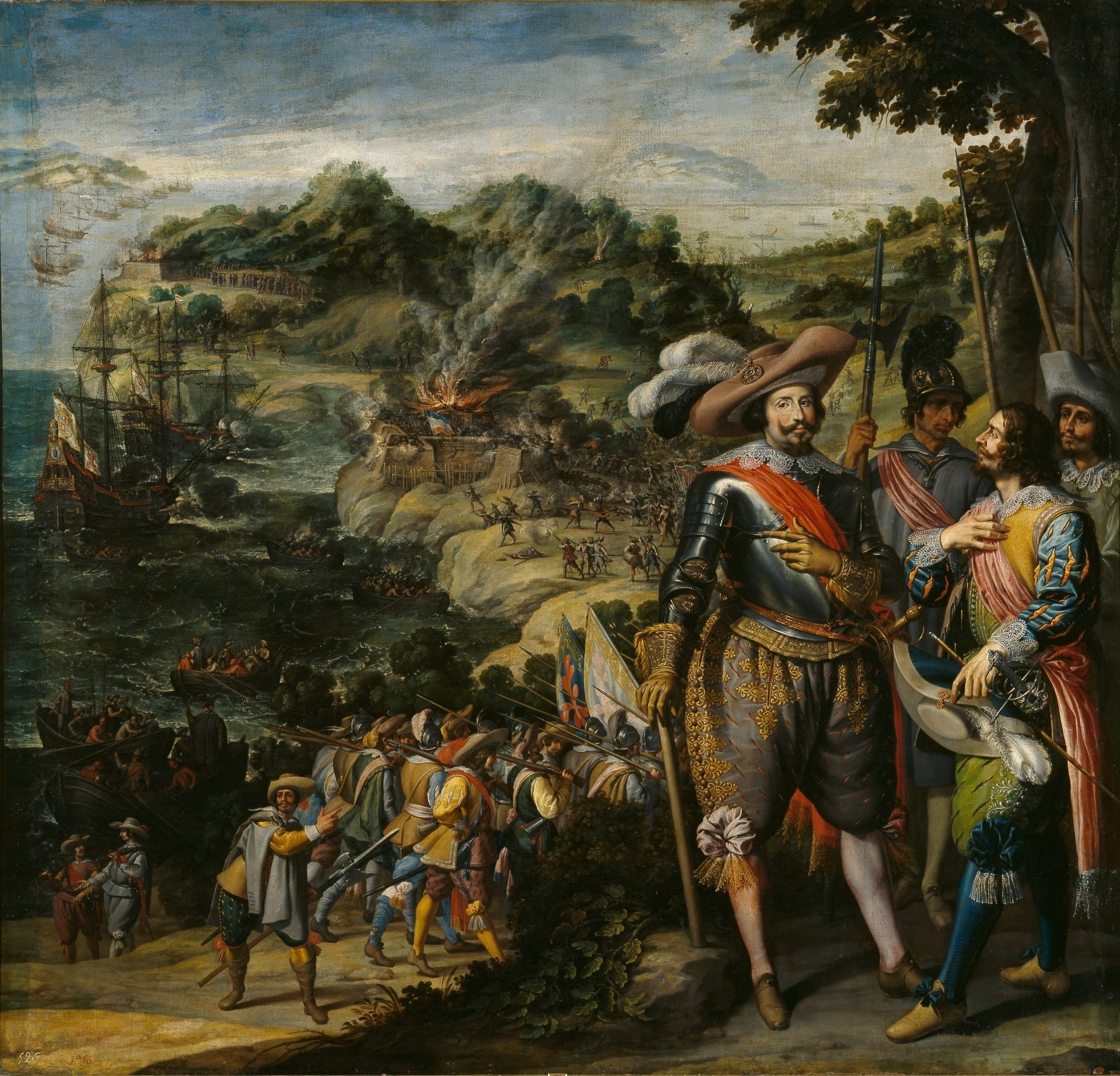
Porträt von Fadrique Álvarez de Toledo y Mendoza nach dem spanischen Sieg gegen England und der Einnahme von St. Kitts. (Museo del Prado, Madrid)

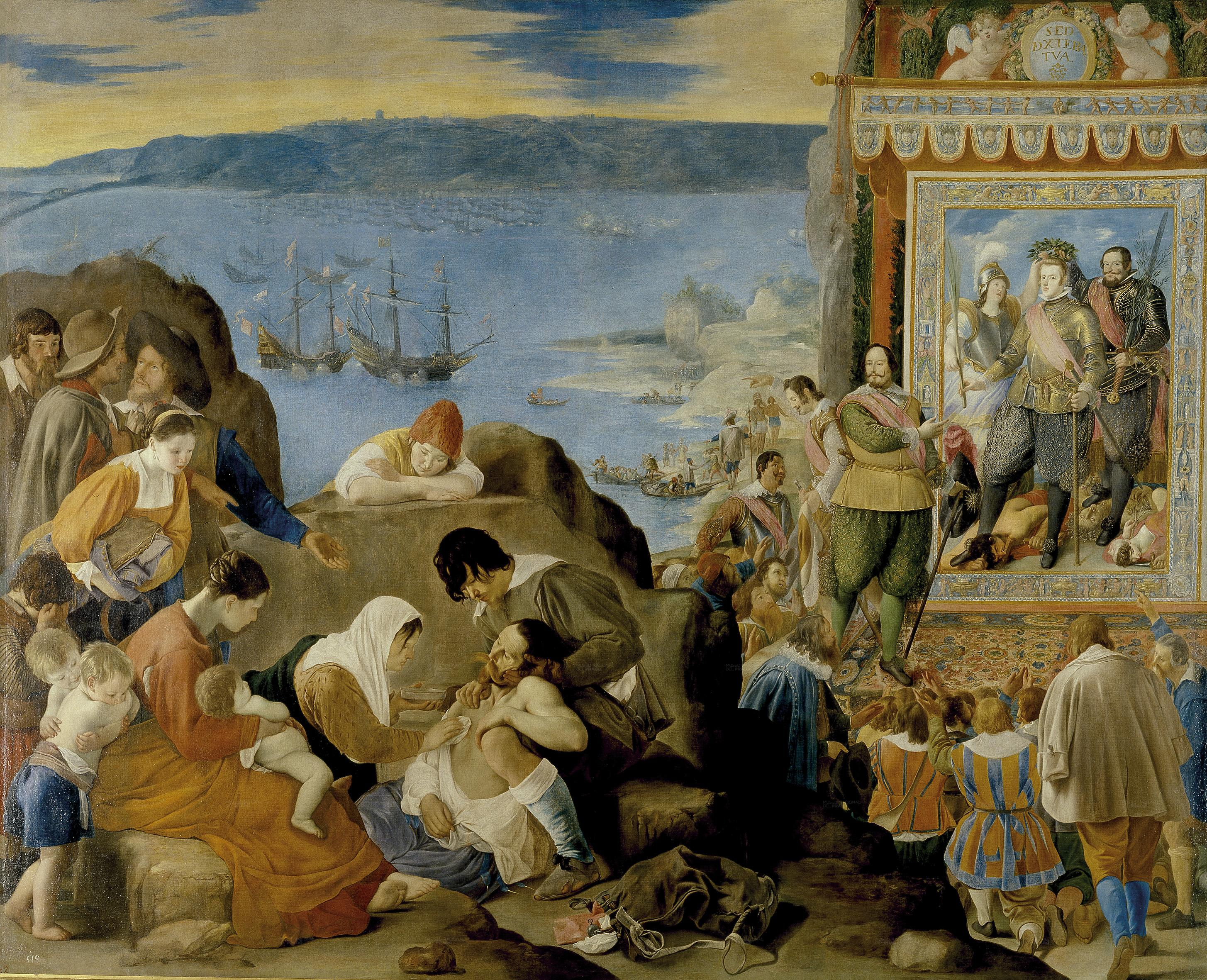
Die Wiedereinnahme am 1. Mai 1625 Stadt Salvador da Bahia im heutigen Brasilien von spanischen und portugiesischen Truppen unter Generalkapitän der Flotte Fadrique Álvarez de Toledo y Mendoza. Er übergibt die eingenommene Stadt dem spanischen König Philipp IV. und dem Premierminister Gaspar de Guzmán, Conde de Olivares. Auf einem Gemälde von Juan Bautista Maíno im Auftrag für König Philipp IV. von Spanien und Philipp III. von Portugal, befindet sich heute im Museo del Prado, Madrid.

Fadrique Álvarez de Toledo y Mendoza, 1. Marqués von Villanueva de Valdueza (* 30. Mai 1580 in Neapel; † 11. Dezember 1634 in Madrid) war ein spanischer Admiral und Ritter des Santiagoordens. Im Alter von 37 Jahren wurde er Generalkapitän der spanischen Marine.

## Leben
Fadrique Álvarez de Toledo y Mendoza war der Sohn von Pedro Álvarez de Toledo, 5. Marqués von Villafranca, Oberbefehlshaber der spanischen Armee im Königreich Neapel, und seiner Ehefrau, Doña Elvira de Mendoza. Er diente in der spanischen Flotte unter dem Befehl seines Vaters und stieg – wie auch sein älterer Bruder García Álvarez de Toledo, 6. Marquis von Villafranca - schnell auf.
Im Jahre 1617 wurde er zum Admiral der spanischen Flotte in der Karibik (Armada de Barlovento, „Flotte über dem Winde“) ernannt, mit dem Titel eines Capitán General de la Armada del Mar Océano. Er errang mehrere Siege gegen die Niederländische Republik, im Jahre 1621 in der Nähe von Gibraltar und im Jahre 1623 im Ärmelkanal während der Blockade der niederländischen Küste. Im selben Jahr verhinderte er einen maurischen Einfall in der Nähe von Gibraltar.
Im Jahre 1625 wurde er vom Generaldirektor der Iberischen Union (dem Zusammenschluss Spaniens und Portugals) und wurde dann zu einem Capitán General der Armee von Brasilien ernannt. Er segelte an der Spitze einer Flotte, die aus 34 spanischen Schiffen, 22 portugiesischen Schiffen und 12.566 Männer bestand in Richtung Brasilien. Drei Viertel dieser Männer waren Spanier, die übrigen Portugiesen. Er eroberte die strategisch wichtige Stadt Salvador da Bahia von den Holländern am 30. April 1625 zurück. Dieser Sieg war entscheidend im Niederländisch-Portugiesischen Krieg und konnte so die Niederländer in den nächsten zwei Jahrzehnten aus Brasilien zu verdrängen.
Im Jahre 1629 befehligte er eine spanische Expedition und gewann die  Schlacht von St. Kitts. Er vertrieb die englischen und französischen Siedler von den Inseln St. Kitts und Nevis.
Für seine Siege erhielt er am 17. Januar 1634 den Titel eines Marques de Villanueva y Valdueza.

## Ehe und Kinder
Don Fadrique heiratete in Madrid am 12. August 1627 seine Cousine Doña Elvira Ponce de León, Tochter von Don Luis Ponce de León, VI. Marqués de Zahara und Doña Victoria Álvarez de Toledo. Sie hatten drei Kinder:
- Doña Elvira de Toledo, die später Don Juan Gaspar Enríquez de Cabrera, 6. Herzog von Medina de Rioseco heiratete.
- Doña Victoria de Toledo, heiratete ihren Cousin Don Francisco Ponce de León, 5. Herzog von Arcos.
- Don Fadrique Álvarez de Toledo y Ponce de León, 7. Marquis de Villafranca und Grande von Spanien

Don Fadrique hatte zudem zwei uneheliche Kinder:
- Pedro Álvarez de Toledo, Abt des königlichen Klosters Icalá la Real, Jaén
- Íñigo de Toledo, mit Leonor de Velasco, der XI. Gräfin von Siruela verheiratet